# December 30.
December 30. az év 364. (szökőévben 365.) napja a Gergely-naptár szerint. Az évből még 1 nap van hátra.
Névnapok: Dávid + Anízia, Aníziusz, Dakó, Dénes, Dienes, Dókus, Dózsa, Hunor, Hunóra, Liberátusz, Libériusz, Libor, Libóriusz, Lotár, Margit, Sebő, Sebők, Szabin, Zalán, Zoárd, Zuárd

## Események

### Politikai események
- 1848 – Mór mellett Perczel Mór hadteste vereséget szenved Josip Jelačić horvát bán hadtestétől.
- 1906 – Irán alkotmányos monarchia lesz.
- 1916 – Az utolsó magyar király, IV. Károly és Zita királyné koronázása Budapesten, a Budavári Nagyboldogasszony-templomban
- 1922 – Vlagyimir Iljics Lenin ünnepélyesen bejelenti a Szovjet Szocialista Köztársaságok Szövetségének, a Szovjetuniónak megalakulását.
- 1947 – Lemond Mihály román király, kikiáltják a Román Népköztársaságot.
- 1949 – India elismeri a Kínai Népköztársaságot.
- 1950 – Vietnám, Laosz és Kambodzsa függetlenné válik Franciaországtól.
- 1957 – Lemond az izraeli kormány és Dávid Ben-Gúrión.
- 1965 – Ferdinand Marcos beiktatása elnökként a Fülöp-szigeteken.
- 1986 – Amerikai invázió kezdődik Hondurasban.
- 1987 – Robert Mugabet választják meg Zimbabwe elnökének.
- 1988 – Lemond a jugoszláv kormány.
- 1993 – Vatikán elismeri Izraelt.

### Tudományos és gazdasági események
- 1848 – Bezárja kapuit Teleki Blanka leánynevelő intézete.
- 1953 – Először kezdik árusítani a boltokban a színes televíziót (ára: 1175 dollár).
- 1985 – Megjelenik az IBM-PC DOS 3.2 verziója.
- 2001 – Az Inotai hőerőmű 50 év működés után végleg bezár.

### Kulturális események
- 1909 – A Nyolcak első kiállításának megnyitója.

#### Zenei események
- 1877 – Bécsben bemutatják Johannes Brahms 2. szimfóniáját.
- 1884 – Lipcsében bemutatják Anton Bruckner 7. szimfóniáját.

### Egyéb események
- 1703 – Tokióban földrengés pusztít, 37 000-en halnak meg.

## Születések
- 39 – Titus római császár († 81)
- 1566 – Alessandro Piccinini olasz zeneszerző († 1638)
- 1673 – III. Ahmed, az Oszmán Birodalom 24. szultánja († 1736)
- 1751 – Boczkó Dániel evangélikus lelkész, püspök († 1806)
- 1760 – Alagovich Sándor zágrábi püspök († 1837)
- 1796 – Ifjabb báró Wesselényi Miklós író, politikus, († 1850)
- 1819 – Theodor Fontane német író († 1898)
- 1821 – Figyelmessy Fülöp honvédőrnagy, az amerikai polgárháborúban az északiak ezredese († 1907)
- 1853 – André Charles Prosper Messager francia zeneszerző († 1929)
- 1859 – Josef Bohuslav Foerster cseh zeneszerző († 1951)
- 1865 – Rudyard Kipling angol író († 1936)
- 1873 – Bánffy Miklós magyar író, grafikus, díszlet- és kosztümtervező, színházi rendező, politikus, külügyminiszter († 1950)
- 1877 – Boross Mihály magyar író, színikritikus († 1944)
- 1879 – Srí Ramana Maharsi, advaita mester, satguru († 1950)
- 1880 – Földes Dezső kétszeres olimpiai bajnok magyar vívó († 1950)
- 1884 – Tódzsó Hideki Japán miniszterelnöke († 1948)
- 1889 – Méray-Horváth Zsófia háromszoros világbajnok magyar műkorcsolyázó († 1977)
- 1896 – Erdélyi József Baumgarten-díjas magyar költő († 1978)
- 1904 – Dmitrij Boriszovics Kabalevszkij szovjet zeneszerző († 1987)
- 1906 – Carol Reed Oscar-díjas angol filmrendező († 1976)
- 1911 – Walt Brown amerikai autóversenyző († 1951)
- 1919 – Herbert Hoffmann német tetoválóművész és fotográfus († 2010)
- 1924 – Kiss Bazsa magyar színésznő († 1994)
- 1928 – Bo Diddley amerikai rock and roll énekes († 2008)
- 1930 – Petrik József Jászai Mari-díjas magyar színész, rendező érdemes művész († 1995)
- 1934 – Del Shannon amerikai rock and roll zenész, énekes († 1990)
- 1934 – Gyulay Károly magyar színész
- 1935 – Holl János magyar színész († 2023)
- 1936 – Mike Spence brit autóversenyző († 1968)
- 1937 – Gordon Banks angol labdarúgó († 2019)
- 1939 – Kajdi János magyar ökölvívó († 1992)
- 1941 – Fellegi Ádám Liszt Ferenc-díjas magyar zongoraművész
- 1942 – Guy Edwards brit autóversenyző
- 1943 – Zsámbéki Gábor Kossuth-és Jászai Mari-díjas magyar színházi rendező, színigazgató
- 1944 – Péter Ferenc magyar rádióbemondó, előadóművész, tanár († 2024)
- 1946 – Berti Vogts német világbajnok labdarúgó
- 1946 – Patti Smith amerikai énekesnő
- 1947 – Forgács Gábor magyar színész, humorista († 2024)
- 1948 – Daria Halprin amerikai színésznő
- 1951 – Kékesi László magyar zenész, basszusgitáros
- 1953 – Homonyik Sándor EMeRTon-díjas magyar énekes, gitáros
- 1955 – Serf Egyed Aase-díjas magyar színész
- 1956 – François Hesnault francia autóversenyző
- 1959 – Tracey Ullman angol színésznő
- 1961 – Ben Johnson kanadai sprinter
- 1969 – Jason Kay angol zenész
- 1971 – Máté Angi erdélyi magyar író
- 1974 – Zséda (Zsédenyi Adrienn) magyar énekesnő
- 1975 – Tiger Woods amerikai golfozó
- 1979 – Földi Ádám magyar színész
- 1982 – Kristin Kreuk kanadai színésznő
- 1984 – LeBron James amerikai kosárlabdázó
- 1984 – Rév Marcell magyar operatőr
- 1985 – Takács Krisztián magyar úszó
- 1986 – Max Walker kanadai színész
- 1987 – Jeanette Ottesen dán úszó
- 1988 – Csifó Dorina magyar színésznő

## Halálozások
- 274 – I. Félix pápa (* ismeretlen)
- 1591 – IX. Ince pápa (* 1519)
- 1644 – Johan Baptista van Helmont flamand orvos, kémikus (* 1579)
- 1679 – Bethlen Farkas Erdély kancellárja, történetiró (* 1639)
- 1788 – Francesco Zuccarelli olasz festő (* 1702)
- 1880 – Bezerédj Gyula magyar alispán (* 1825)
- 1896 – José Rizal Fülöp-szigeteki író (* 1861)
- 1916 – Raszputyin orosz szerzetes (* 1869)
- 1935 – Tomcsányi János magyar műfordító, publicista, tanár (* 1873)
- 1940 – Gjergj Fishta albán ferences szerzetes, pedagógus, költő, az albánok epikus hőskölteménye, a Lahuta e malcís szerzője (* 1871)
- 1944 – Romain Rolland Nobel-díjas francia író (* 1866)
- 1944 – Richter Gedeon magyar vegyész, gyógyszergyáros (* 1872)
- 1947 – Alfred North Whitehead angol matematikus, filozófus (* 1861)
- 1947 – Han van Meegeren holland festő, festményhamisító (* 1889)
- 1962 – Remenyik Zsigmond magyar író (* 1900)
- 1973 – Henri-Paul Busser francia zeneszerző (* 1872)
- 1976 – Rudi Fischer svájci autóversenyző (* 1912)
- 1978 – Honthy Hanna Kossuth-díjas magyar színésznő, operettprimadonna (* 1893)
- 1978 – Kőmíves Erzsi magyar színésznő (* 1895)
- 1979 – Richard Rodgers amerikai zeneszerző (* 1902)
- 1985 – Márkus László Kossuth-és Jászai Mari-díjas magyar színész (* 1927)
- 1986 – Puskás Tibor magyar színész (* 1920)
- 1993 – Giuseppe Occhialini olasz fizikus (* 1907)
- 1999 – Janáky Viktor keramikus (* 1933)
- 1999 – Johnny Moorhouse amerikai autóversenyző (* 1922)
- 2001 – Ember Mária magyar író, újságíró, műkritikus (* 1931)
- 2006 – Szaddám Huszein iraki elnök, diktátor (* 1937)
- 2007 – Michael Goldberg amerikai absztrakt expresszionista festő (* 1924)
- 2011 – Garas Dezső Kossuth-díjas magyar színész, a nemzet színésze (* 1934)
- 2011 – Eva Zeisel  magyar keramikus-formatervező (* 1906)
- 2013 – Akeem Adams trinidadi labdarúgó (* 1991)
- 2014 – Luise Rainer kétszeres Oscar-díjas német–amerikai színésznő (* 1910)
- 2014 – Erkel András magyar film- és zenei producer (* 1962)
- 2020 – Sólyom-Nagy Sándor Kossuth-díjas magyar operaénekes (* 1941)
- 2021 – Kalász Márton Kossuth- és kétszeres József Attila-díjas magyar író, költő, műfordító, a nemzet művésze (* 1934)
- 2022 – Duray Miklós felvidéki magyar író, politikus, egyetemi tanár (* 1945)
- 2023 − Kovács András Ferenc Kossuth-díjas magyar költő, esszéíró, műfordító (* 1959)

## Nemzeti ünnepek, emléknapok, világnapok
→Sablonvita:Ünnepek/12-30:
- a köztársaság napja Madagaszkáron[1]